# Tornai patakcsiga
A tornai patakcsiga (Bythinella pannonica) a Bükk és a Tornai-karszt kis méretű endemikus vízicsigafaja. 

## Külseje
A csigaház magassága 2–4 mm, szélessége 2–3 mm, 4-5 lekerekített kanyarulatból áll. Színe barna, de a rátelepülő algák miatt sokszor zöldnek látszik.
Régebbi tudományos neve Sadleriana pannonica volt, 2002 óta a Bythinella genusba sorolják.

## Elterjedése
A tornai patakcsiga csak Északkelet-Magyarországon és Délkelet-Szlovákiában él a Bükk hegység és a Tornai-karszt területén. Mintegy 100 helyről ismert, helyenként tömegesen előfordul. 

## Életmódja
A patakcsiga állandó vízhőmérsékletű, köves-kavicsos aljzatú karsztforrásokban és azok kifolyó patakjaiban él. A számára megfelelő helyeken akár több száz példány is előfordulhat négyzetméterenként, szinte ellepi a köveket és vízinövényeket. Jól alkalmazkodott a tápanyagszegény környezethez, de érzékenyen reagál életkörülményei változására. Ha a víz szennyezetté válik, egész populációk kerülnek veszélybe; a Miskolc-környéki forrásokból már kipusztult.
A köveken megtelepedett kovamoszatokkal, kékalgákkal és baktériumokkal, valamint vízbe hullott, korhadó levelekkel, fadarabokkal táplálkozik. Petéit a kövek felszínére vagy más csigák házára rakja.

## Természetvédelmi helyzete
Bár az egyes populációit veszélyeztetheti a vízszabályozás és csak limitált területen él, nagy egyedszáma és számos előfordulási helyei miatt a Természetvédelmi Világszövetség Vörös listáján a korábbi "sebezhető" helyett "nem fenyegetett" kategóriába került.
Magyarországon védett, természetvédelmi értéke 10 000 Ft.

## Fordítás
- Ez a szócikk részben vagy egészben  a   Pannonische Zwergquellschnecke című német Wikipédia-szócikk ezen változatának fordításán alapul.  Az eredeti cikk szerkesztőit annak laptörténete sorolja fel. Ez a jelzés csupán a megfogalmazás eredetét és a szerzői jogokat jelzi, nem szolgál a cikkben szereplő információk forrásmegjelöléseként.